# Сергеј Плотников
Сергеј Сергејевич Плотников (рус. Сергей Сергеевич Плотников; 3. јун 1990, Комсомољск на Амуру, Совјетски Савез) професионални је руски хокејаш на леду који игра на позицији нападача.
Тренутно игра за екипу ХК СКА из Санкт Петербурга која се такмичи у Континенталној хокејашкој лиги (КХЛ) (од 2016).
Са сениорском репрезентацијом Русије освојио је титулу светског првака на Светском првенству 2014. у Минску.

## Каријера
Основне хокејашке кораке Плотников је начинио у клубу из свог родног Комсомољска. Као дечак од 8 година наставио је хокејашко школовање у Амуру из Хабаровска. Сениорску каријеру започео је у сезони 2008/09. у клубу Јермак из Ангарска који се у то време такмичио у нижем рангу руског хокеја. У дебитантској сезони одиграо је укупно 30 утакмица уз учинак од 8 поена (4+4). 
Након доста добре сезоне у дресу Јермака, Плотников се у сезони 2009/10. враћа у редове КХЛ лигаша Амура где је успео да се избори за статус првотимца, иако је тада имао свега 19 година. Први меч за сениорску екипу Амура одиграо је 13. септембра 2009, док је први погодак постигао на утакмици против Динама из Риге 18. октобра исте године. Током дебитантске сезоне у КХЛ лиги одиграо је укупно 43 утакмице и остварио учинак од 12 поена (по 6 голова и асистенција). Почетком следеће сезоне (сезона 2010/11) Плотников је продужио уговор са Амуром на још две сезоне, а поред 43 утакмице у КХЛ-у одиграо је и 24 сусрета за јуниорску екипу Амурски тигрови. 
По окончању сезоне 2011/12. током које је одиграо 57 утакмица (20 поена, 13 голова и 7 асистенција) и након истека уговора са Амуром, Плотников потписује уговор са екипом Локомотиве из Јарославља. Најбоље игре у новом тиму показао је током сезоне 2013/14. када је на 71 одиграној утакмици остварио учинак од 49 поена (19 голова и 30 асистенција). Локомотива је те сезоне изгубила у финалу западне конференције од екипе Лева из Прага са 1:4. 

### Репрезентативна каријера
Прве наступе за репрезентацију Русије забележио је на пријатељском турниру у Швајцарској током лета 2012. године. Током 2012. и 2013. наступао је за репрезентацију на утакмицама Еврохокеј турнира. 
Са репрезентацијом Русије је 2014. освојио титулу светског првака на турниру играном у Минску (Белорусија). Плотников је на том турниру одиграо свих 10 утакмица, а уз статистику од 6 голова и 6 асистенција нашао се на трећем месту по ефикасности. Ефикаснији су били једино његови саиграчи из репрезентације Виктор Тихонов и Данис Зарипов.